# Râul Valea Rumâneștilor
Râul Valea Rumâneștilor este un râu afluent al Râului Tàrgului.